# Trafalgarské náměstí
Trafalgarské náměstí (anglicky Trafalgar Square) je náměstí v centru Londýna, které připomíná bitvu u Trafalgaru z roku 1805, vítězství britského námořnictva v napoleonských válkách. Původně se mělo jmenovat Náměstí krále Viléma IV.; autorem názvu s výše zmíněnou bitvou je G. L. Taylor.
Od doby Eduarda I. zde byly královské stáje. Okolo roku 1820 princ regent pověřil obnovou tohoto území architekta Johna Nashe, jenž v rámci zušlechtění oblasti Charing Cross nechal tuto plochu vyčistit. Současný vzhled náměstí pochází z období okolo roku 1845 a je dílem architekta Charlese Barryho.

## Popis náměstí

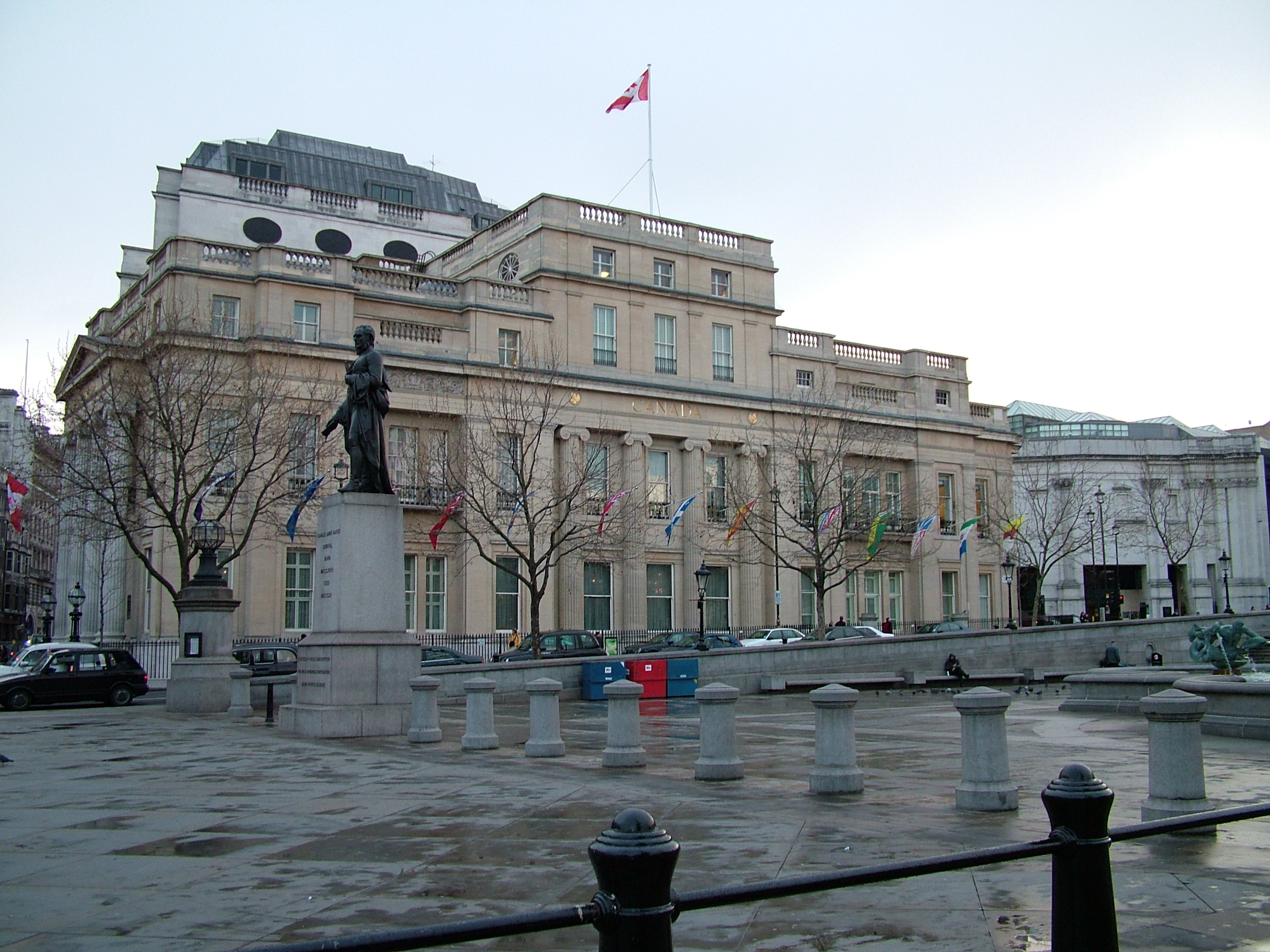
Canada House na Trafalgarském náměstí

Trafalgarské náměstí tvoří rozsáhlá centrální plocha obklopená ze tří stran komunikacemi a na čtvrté straně je terasa se schody ke vchodu do Národní galerie. Silnice, které náměstí protínají, jsou součástí dopravní tepny A4. Od roku 1926 je doprava kolem náměstí jednosměrná. Spojení se stanicí metra Charing Cross umožňují podchody. Rekonstrukce provedená v roce 2003 zúžila vozovky a severní stranu náměstí uzavřela pro silniční dopravu.
V centru prostranství stojí Nelsonův sloup, obklopený fontánami a čtyřmi obrovskými bronzovými sochami lvů, jejichž autorem je sir Edwin Landseer.

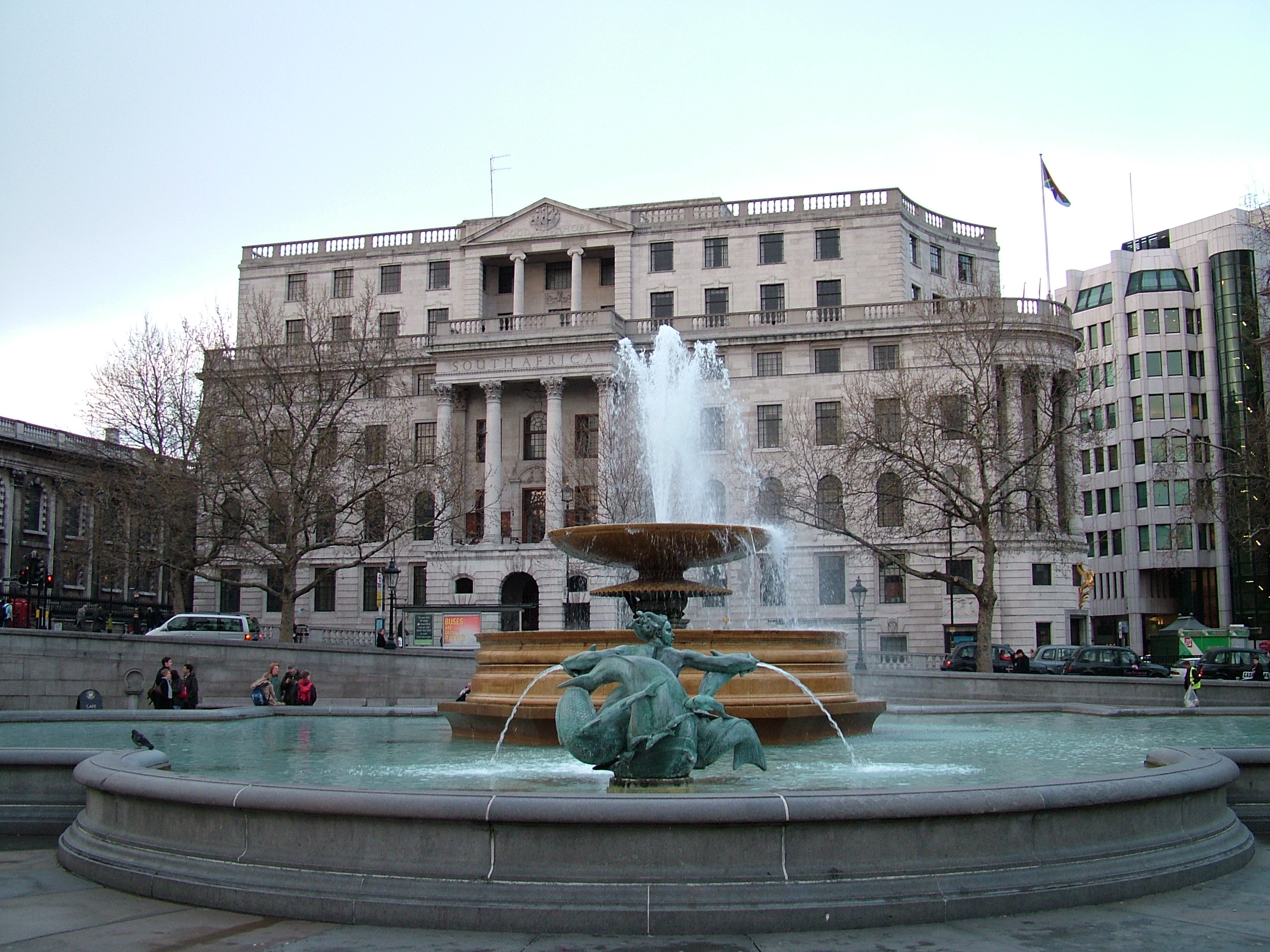
South Africa House na Trafalgarském náměstí

Uvádí se, že kov použitý na jejich výrobu pochází z děl francouzských lodí. Na sloupu stojí socha lorda Nelsona, admirála, který velel britskému námořnictvu v bitvě u Trafalgaru.
Na severní straně se nachází Národní galerie, na západní straně se nachází velvyslanectví Kanady (Canada House) a na východní straně se nachází kostel St Martin-in-the-Fields (Sv. Martin v Polích) z roku 1726 a velvyslanectví Jihoafrické republiky (South Africa House). Náměstí spojuje s okolím několik ulic: směrem k jihozápadu kolem Admiralty Arch míří Mall, k jihu Whitehall, k východu Strand a k severu Charing Cross Road.
Na každém rohu náměstí se nacházejí podstavce. Dva severní, určené pro jezdecké sochy, jsou širší než jižní. Na třech z nich stojí sochy – Jiřího IV. (severovýchodní, 1840), Jindřicha Havelocka (jihovýchodní, 1861, autor Vilém Behnes) a sira Charlese Jamese Napiera (jihozápadní, 1855).
V roce 1888 vztyčená socha Charlese George Gordona byla v roce 1943 odstraněna a od roku 1953 zdobí Victoria Embankment.

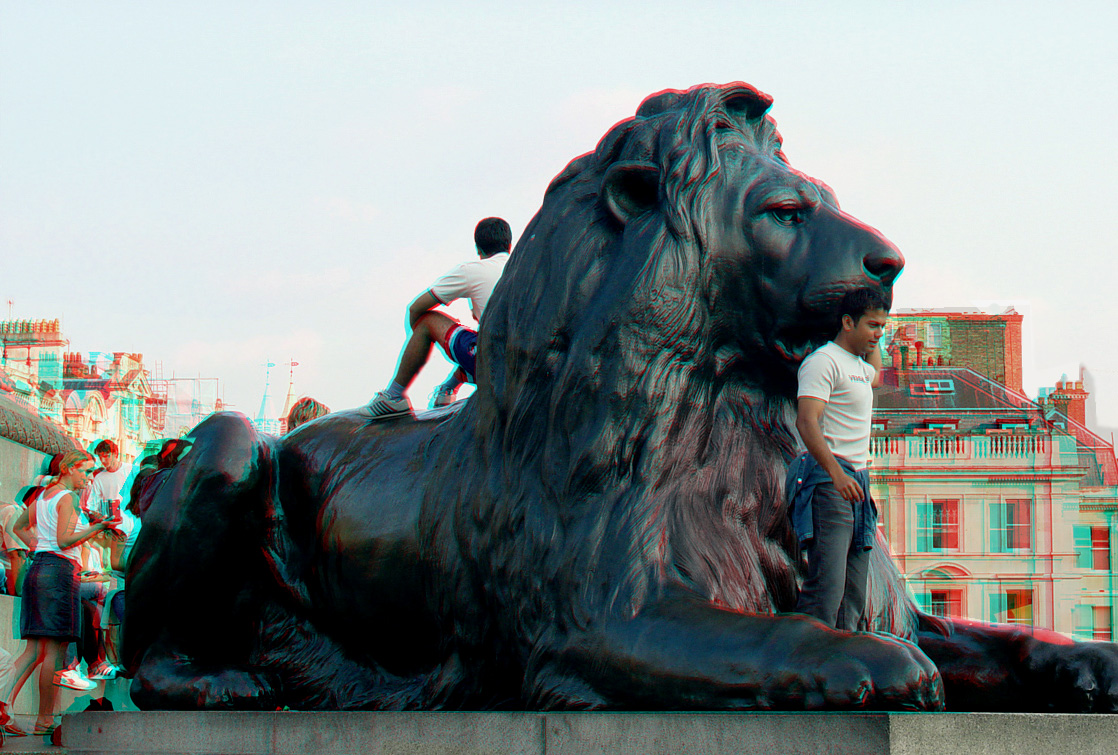
Socha lva

Čtvrtý podstavec na severozápadním rohu, určený pro sochu Viléma IV., z důvodu nedostatku financí zůstal prázdný. Později nedošlo ke shodě, jaká socha panovníka nebo význačného válečníka by zde měla stát.
V roce 1999 rozhodla Královská akademie věd o realizaci Projektu čtvrtého podstavce – přechodné instalaci vybrané sochy současného autora. Sochy a autoři:
- Ecce Homo - Mark Wallinger (1999)
- Regardless of History - Bill Woodrow (2000)
- Monument - Rachel Whiteread (2001)
- Alison Lapper, pregnant - Marc Quinn (2005)
- Hotel for the Birds - Thomas Schutte (2007)
- One & Other - Antony Gormley (2009)
- Loď Victory v lahvi - Yinka Shonibare (2010)
- Powerless Structures - Michael Elmgreen and Ingar Dragset (2012)
- Hahn/Cock - Katharina Fritsch (2013)
- Hans Haacke - Gift Horse (plánováno pro 2015)
- David Shrigley - Really Good (2016)

## Holubi

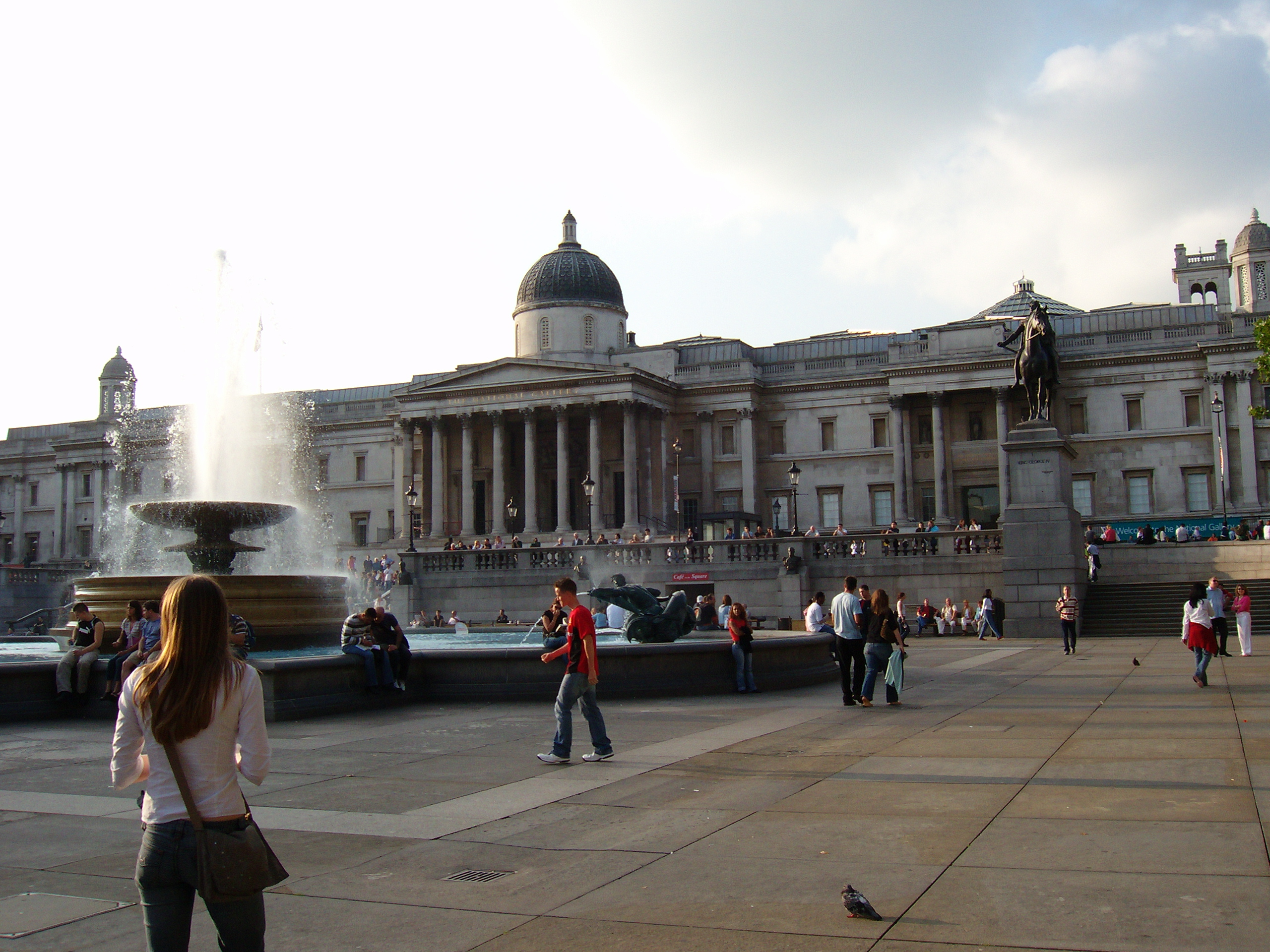
Pohled přes náměstí na Národní galerii

Trafalgarské náměstí je velkou turistickou atrakcí, na čemž měli jistý podíl i holubi. Turisté Londýňané je totiž s oblibou krmili. Na fotografii v Národní galerii stojí na náměstí Elizabeth Taylorová a krmí tak obrovské množství holubů, že to vypadá, jako kdyby ji chtěli napadnout. Holubí výkaly ale vypadaly ošklivě a poškozovaly sochy. Hejno v počtu až 35 000 jedinců bylo pokládáno za zdravotní riziko.
Od roku 2000 je tam zakázáno krmení pro holuby prodávat a byly podniknuty pokusy ptáky z náměstí vytlačit, a to i za použití cvičených sokolů. Příznivci holubů a turisté je krmili dál, až v roce 2003 tuto činnost zakázal zákon. V současné době se na Trafalgarském náměstí vyskytuje už jen malé množství ptáků a bývá využíváno pro festivaly a filmování.

## Vánoční obřad
Od roku 1947 se na Trafalgarském náměstí pořádá vánoční obřad. Smrk věnovaný norským hlavním městem Oslo za podporu Velké Británie v době druhé světové války je vztyčen na náměstí jako londýnský vánoční strom. Mimo všeobecnou podporu poskytla Británie azyl norskému králi Haakonovi, jeho synu Olafovi i norské vládě. Jako součást tradice starosta Westminsteru navštíví v pozdním podzimu Oslo, aby se účastnil poražení stromu, a starosta Osla navštěvuje Londýn, aby rozsvítil strom během vánočního obřadu.

## Doprava

### Metro
- stanice Charing Cross (linky Northern Line a Bakerloo Line) – východ ze stanice ústí na náměstí
- stanice Embankment (stanice metra v Londýně) (linky District Line a Circle Line)
- stanice Leicester Square (linky Northern Line a Piccadilly Line)

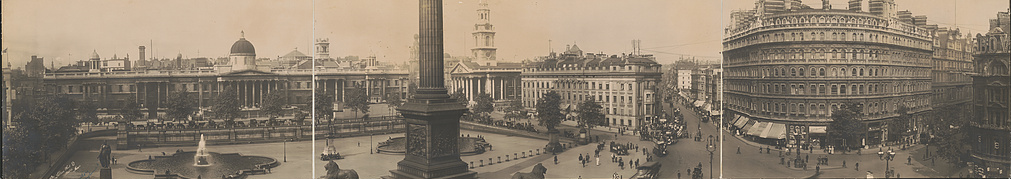
Panoráma Trafalgarského náměstí z roku 1908

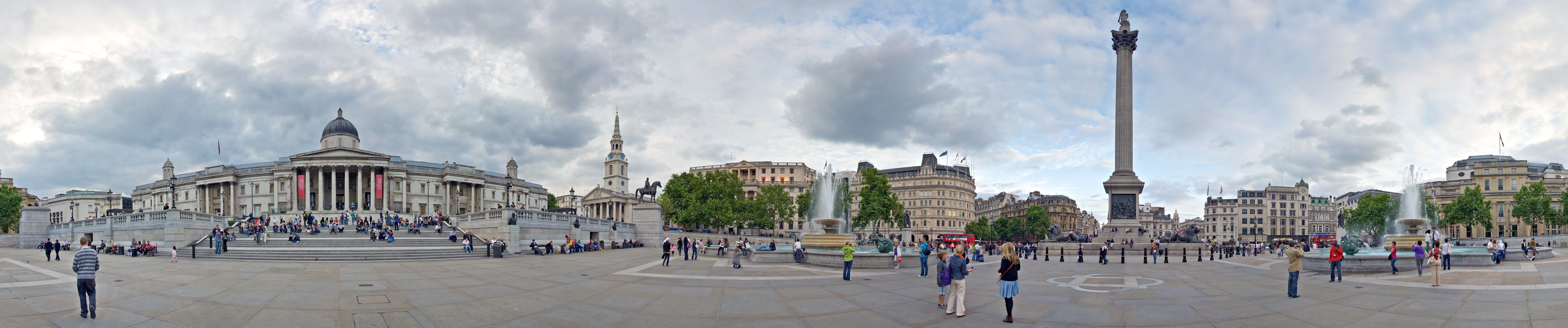
Trafalgarské náměstí v roce 2009

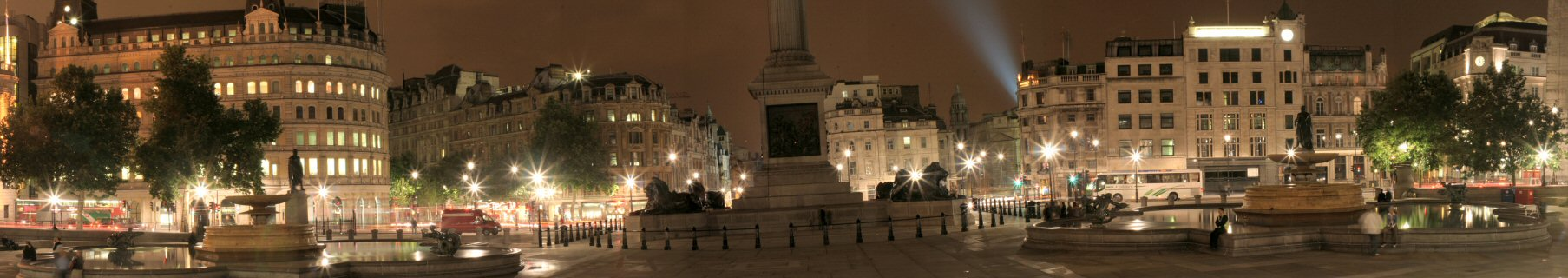
Noční panoráma Trafalgarského náměstí

## Pražský Trafalgar
Pražské potápky a po válce páskové (revoltující mládež v českých zemích v období 40.–60. let 20. století) se scházeli ke společné zábavě na pražském Václavském náměstí. Slangově jej označovali jako Trafouš, Trafo, Traf či Trafalgar. V jejich očích totiž pražské náměstí mělo podobný význam pro shromažďování jako Trafalgarské náměstí v Londýně. V období politických totalitních diktatur tím mladí Pražané zároveň dávali najevo svůj příklon k britské, potažmo americké kultuře, a vymezovali se vůči nacistické protektorátní správě a posléze vůči komunistické totalitní vládě.